# Перли

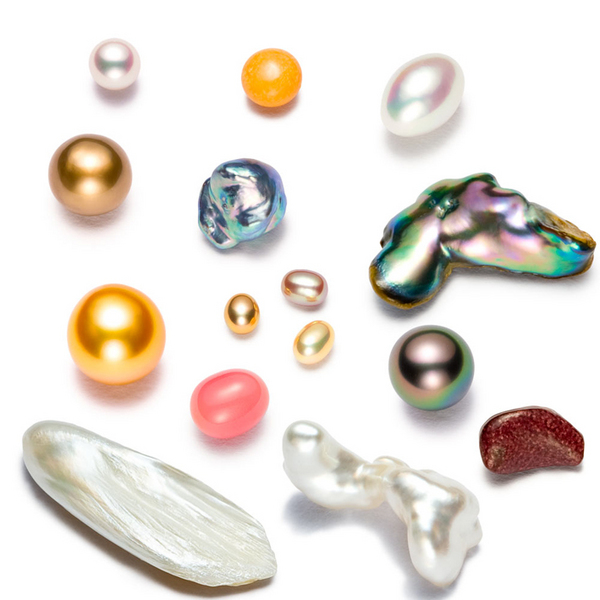
Перлини різних видів

Пе́рли (однина перла, перлина), рідше пе́рла (однина перло), рідко же́мчуг — тверде округле утворення арагоніту біогенного походження, що виникає всередині мушлі (черепашки) деяких двостулкових молюсків унаслідок подразнення їхньої мантії яким-небудь стороннім об'єктом — переважно піщинкою чи паразитом. Перлина таким чином ізолює об'єкт від тіла молюска.
Цінуються як дорогоцінний камінь і використовуються для виготовлення ювелірних виробів. Перли можуть утворюватися як у морських, так і прісноводних молюсків. У морській воді перлина зростає повільніше і розміру потрібного для промислового збору досягає через 3—5 років. Морські молюски, на відміну від річкових, можуть виростити тільки одну перлину, в той час як у прісноводних молюсків одночасно може вирости більше 3-х перлин в одній мушлі.
Видобуток перлів може відбуватися як пошуком їх у молюсків у природному середовищі, так і цілеспрямованим вирощенням на спеціальних фермах шляхом поміщення в мантію молюсків сторонніх об'єктів. З середини XX століття перли добуваються переважно саме на фермах.

## Назва
Слово перла походить від нім. Perle (синонім середнього роду перло — від фр. perle). Французька і німецька назви перлів сходять до нар.-лат. *perla, *pernula (французьке слово — через італ. perla), яке зводиться до лат. perna («стегно» (вид молюска)). Інша версія пов'язує *perla з нар.-лат. *pera («груша»), тобто це слово буквально означає «грушка». Третя версія — від лат. pilula («кулька»). У класичній латині перло називалося margarita. Рідковживане же́мчуг (д.-рус. жемчугъ, женьчюгъ) походить з тюркських мов: дав.-тюрк. ǯenčüγ (форма дав. відм. від ǯenčü), яке сходить до кит.: 珍珠, чжень-чжу. Безпосереднім джерелом східнослов'янського слова могло бути старочуваське ǯinǯü, звідки також угор. gyöngy. «Женьчуга́ми» у гуцулів називалися намиста з білих скляних намистин, що нагадували перли.

## Характеристики

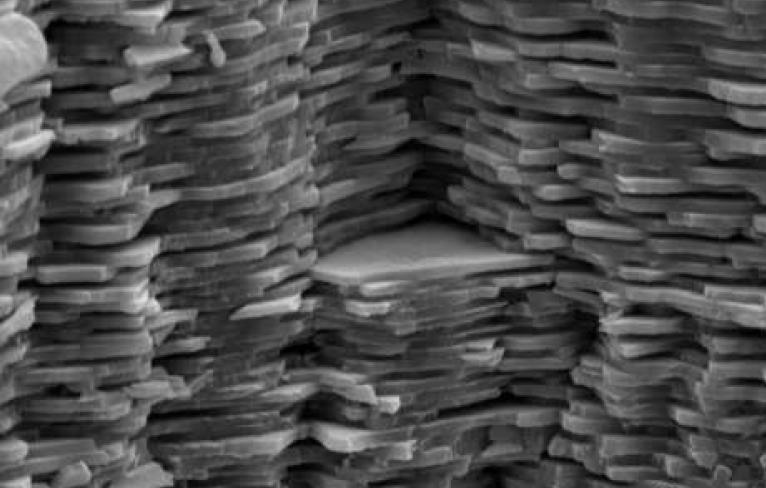
Будова перламутру під електронним мікроскопом

Перли складаються з концентрично розташованих кристалів карбонату кальцію (CaCO3), що зумовлює заломлення та відбиття світла всередині них. Оскільки кристали розташовані шарами, вони набувають іризації. Що тонші шари і що їх більше — то гарнішою виглядає перлина, коли на неї падає світло. Між собою кристали скріплюються білком конхіоліном, утворюючи разом перламутр. Карбонат кальцію складає 82-92 %, конхіолін — 4-13 %, решту складає вода. Кількість шарів — близько 20-и, формування перлини може тривати до 30-и років.
Перли зазвичай мають вигляд перламутрових зерен кулястої форми. Розміри перлів — від мікроскопічних до величини голубиного яйця. Що більша перлина, то менш правильна її форма; великі перли часто мають випуклості. Колір білий, рожевий, жовтуватий, іноді — чорний, що зумовлено часткою конхіоліну. Зрідка перлини мають металічний дзеркальний блиск. Оскільки вони більшою мірою складаються з карбонату кальцію, то дуже вразливі до дії кислот, розкладаючись на ацетат кальцію та вуглекислий газ.

## Утворення

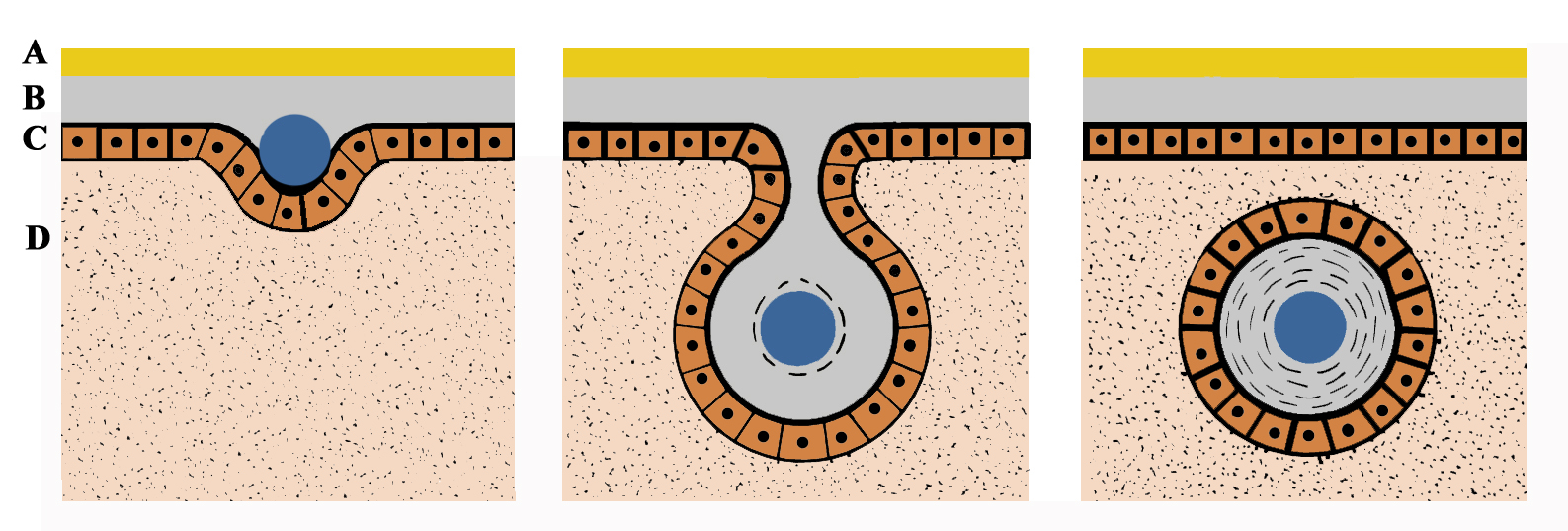
Утворення перлини в мантії молюска

Перли утворюються в мантії двостулкових молюсків, а також зрідка в мантії деяких черевоногих і головоногого наутилуса. Розрізняють перли морські та річкові. З морських молюсків перли здебільшого утворюють молюски родини Птеріїдів. З річкових — родини Уніонідів, зокрема річкова скойка. Перли ніколи не утворюють Моноплакофори та Лопатоногі.
Утворення перлів є реакцією імунної системи молюска. Коли мантія контактує з піщинкою, паразитом тощо (також це можуть бути невиведені яйця самого молюска, дрібні крововиливи, частини епітелію), яких молюск не може вивести назовні, сторонній об'єкт ізолюється шарами перламутру, стаючи ядром перлини. На зовнішньому шарі мантії міститься багато залозистих клітин, які формують раковину шар за шаром. Навколо стороннього об'єкта мантія вигинається в перламутровий мішок, оточуючи його та виробляючи перламутр. Поступово він закривається, переміщуючи покритий перламутром об'єкт вглиб. Якщо перламутровий мішок не закривається цілком, перлина виявляється злитою з внутрішньою поверхнею раковини, виглядаючи як випуклість.
Зрідка перлини зберігаються в осадових породах, стаючи так званими викопними перлинами. Знайдено лише кілька сотень викопних перлин по всьому світу. Датуються вони від тріасового періоду по плейстоцен.

## Перли в історії

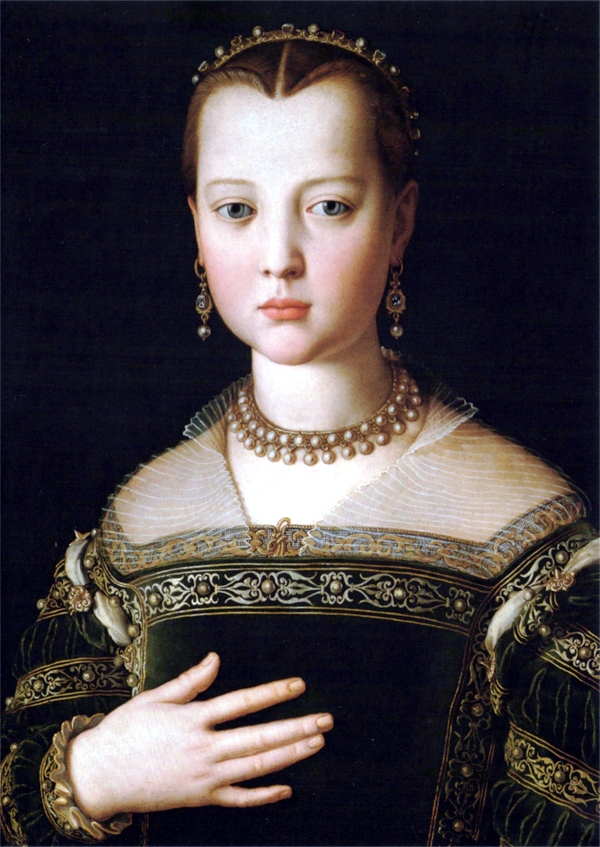
Портрет жінки з перловими прикрасами. Картина Бронзіно, 1551 р.

Краса та рідкісність природних перлів здавна робили їх дорогоцінними. Перші приклади використання перлів людиною як прикрас належать корінним жителям Північної Америки 6500 років до н. е. Перша згадка перлів у пам'ятках Стародавнього Китаю відома з 2206 року до н. е. Традиційно в Китаї більше цінувалися жовті перлини, що нагадували золото. Згідно з тамтешнім міфом, перлини виникають, коли дракони борються в хмарах. У Стародавній Індії перлини були відомі близько тисячоліття до н. е., зокрема згадуються у Ведах і Рамаяні.
Єгипетські прикраси саме з перлів виникають в добу перського завоювання в V ст. до н. е. Давньоримський історик Пліній Старший описав, як під час бенкету цариця Клеопатра, щоб вразити римського полководця Марка Антонія своїм багатством і щедрістю, нібито розчинила одну з грушоподібних перлин у кубку з вином і на очах враженого гостя випила чашу з безцінним напоєм за його здоров'я. Щоправда, фахівці стверджують, що таку велику перлину можна розчинити лише в оцтовій кислоті, та й то не швидше, ніж за дві доби. В усякому разі ці перлини, згідно з Плінієм, були надзвичайно дорогі, коштуючи 60 млн сестерціїв.
Прісноводні перли відомі на Русі з X ст., де існувало понад 150 перлиноносних річок, і промисел перлів існував здавна. Головним чином, це були річки північно-західної частини Росії, хоча в стародавніх рукописах згадується його видобуток і в Київській Русі. Звідси і велика кількість вишивки перлами на одязі, причому не тільки на жіночому, але й на чоловічому. Велика частина північних перлів скуповувалася в місцях їх вилову й перепродувалась норвезькими купцями в Європі.
Після відкриття європейцями Америки багато темношкірих рабів переправлялися іспанцями з Африки на американські узбережжя з метою видобутку перлів. Прісноводні перли видобувалися в басейнах річок Огайо, Міссісіпі й Теннессі. Перлини й перламутр були важливим експортом США до Другої світової війни, коли їх витіснили замінники чи імітації.

## Видобуток перлів

Японська пірнальниця за перлами (ама), 1940-ві роки

### Природні перли

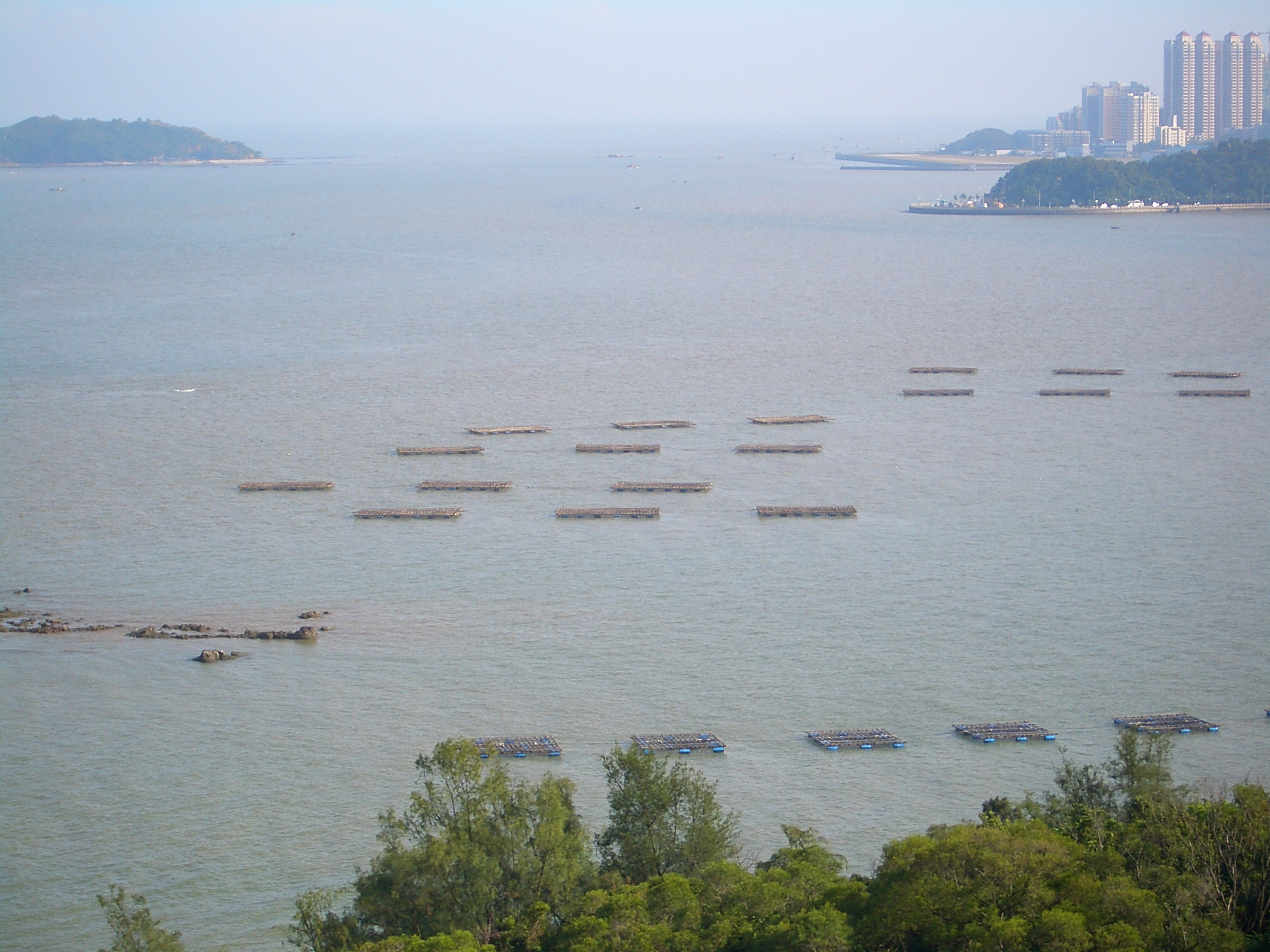
Ферма перлоносних молюсків на узбережжі провінції Гуандун, Китай, 2008 рік

Тривалий час єдиним джерелом перлів було їх видалення з диких молюсків — переважно устриць або мідій. Головним історичними центрами видобутку перлів були Перська затока, Червоне море, Манарська затока. Після іспанського завоювання Америки перли головним чином видобувалися на узбережжях сучасних Колумбії та Венесуели. В 1850-х роках видобуток розпочався на північному та північно-західному узбережжі Австралії, а в 1870-х у протоці Торес, недалеко від Північного Квінсленду.
Перлоносні молюски переважно живуть досить глибоко, за 12-40 м від поверхні води, тож їх видобуток вимагав спеціально тренованих пірнальників. Зазвичай пірнальник на одному вдиху спускався на дно, де збирав якомога більше молюсків. На поверхні раковини розкривалися та обстежувалися на наявність перлів; молюск при цьому гинув. Більшість улову при цьому марнувалася, бо виявлення перлів було випадковим. Цим була обумовлена висока ціна на них.
В Японії пірнанням за водоростями, їстівними та перлоносними молюсками традиційно займалися жінки — ама. Вони користувалися при зануренні кошиками, затискачами для носа, камінним баластом, що пришвидшував занурення. Також намащували тіло жиром, щоб зберегти тепло, закривали вуха промащеною бавовною. Наприкінці XIX ст. почали використовуватися водолазні костюми, проте місцеве населення в різних регіонах світу, для якого пошуки перлів були традиційним заняттям, продовжувало пірнати без спеціального обладнання. Поширення в XX ст. культивування перлоносних молюсків зумовило занепад їх збирання з дикої природи.

### Культивовані перли
Цілеспрямоване культивування перлів полягає в імплантації до мантії молюска стороннього об'єкта, після чого молюск лишається у воді на термін близько року, формуючи перлину. Культивовані перли мають перевагу в тому, що заздалегідь відомо в яких молюсках утвориться перлина, чим зменшуються зусилля на пошуки та марнування молюсків. Тоді як природні перли зазвичай поодинокі, при культивуванні в одного молюска може поміщатися багато ядер одночасно. Позаяк ядро вже може бути достатньо великим (більшим, ніж який-небудь об'єкт, здатний потрапити до мушлі ззовні в дикій природі), час на формування перлини зменшується. Стандартно формування культивованих перлів триває від 18 до 24-х місяців.
Культивування перлів було винайдено в Китаї у XII ст. для прісноводних молюсків, проте не було масовим. Вирощення морських перлів запатентував Мікімото Кокічі в 1916 році, котрий запропонував введення в мантію перламутрових фрагментів. Раніше, в 1896, він запатентував вирощення подібним чином конкретно напівкруглих перлів. Паралельно свій спосіб розробили Токічі Нішікава та Тацухеї Місе, запатентувавши його в 1908. Він полягав у введенні срібних або золотих намистин. Однак спосіб Мікімото виявився ефективнішим. Перли, вирощені за його методом, відомі під назвою акойя, характеризуються багатством забарвлень, правильною сферичною формою та діаметром від 2 мм до 1 см.
Видобуток культивованих перлів найпоширеніший у Червоному морі і Перській затоці, біля берегів Шрі-Ланки, Австралії, Японії, Таїті, Мексики, Венесуели. Масове культивування прісноводних перлів почалося в Китаї у 1968 році. В Україні прісноводні перлини штучно вирощуються на Херсонщині.

## Імітація перлів
Найпоширеніша імітація перлів природного походження — це кульки, вирізьблені з товстого шару перламутру. Вони, однак, не мають оптичних властивостей справжніх перлів, оскільки шари перламутру в них паралельні, а не концентричні.
У Венеції, що тривалий час була центром виробництва скляних прикрас, з XIII ст. вироблялося так зване муранське скло, забарвлене різними пігментами, що окрім іншого імітувало перлини. В Європі XV—XVI ст. були відомі «римські перли» — алебастрові кульки, котрим надавався веселковий ефект шляхом кількаразового покриття їх гуаніном і запіканням у печі. Гуанін добувався з луски риб, за що був відомий як «перлова есенція».
У 20-ті роки XX ст. в США перлини імітувалися кульками перламутру, покритими прозорим лаком. З поширення пластмас у середині XX століття перлини переважно імітуються ними. Це можуть бути цілком пластмасові вироби, або пластмасові кульки, покриті перламутром.
Низькоякісним перлам може надаватися якісніший вигляд шляхом їх відбілення, підфарбовування чи опромінення. Відбіленням усуваються нерівномірне забарвлення. Для фарбування слугують як органічні, так і неорганічні барвники. Для отримання кремового забарвлення використовують суміш кобальтової солі і лугів, після чого опромінюють ультрафіолетом; для надання рожевого кольору, перли опускають в олію чи спиртовий розчин з домішкою червоної фарби. Затемнення перлин відбувається з допомогою нітрату срібла в розчині амонію, після чого їх виставляють на світло. Також, опромінення гамма-променями надає перлинам чорного забарвлення та металічного блиску.

## Оцінка

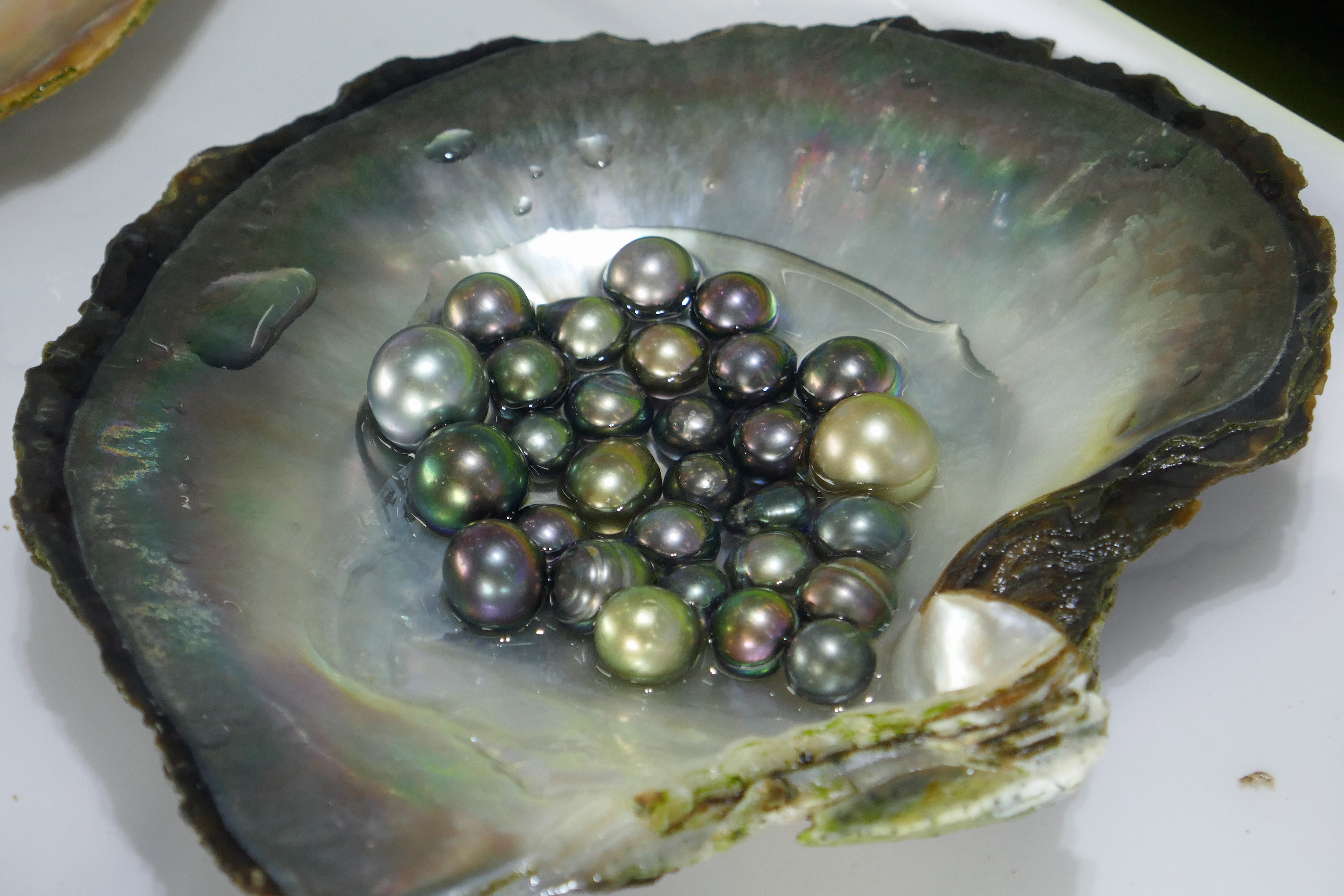
Дорогоцінні чорні перли різних відтінків

За одиницю розцінки перлів прийнятий гран (0,25 карата).
Перли можуть мати різноманітне забарвлення. Ціна на вироби з перлин зазвичай зумовлена не самим лише забарвленням, а й тим, як воно поєднується з кольором шкіри власників прикраси. Найпоширеніші перли білого, жовтуватого й рожевуватого забарвлень. Рідше трапляються сріблясті, кремові чи рожеві, відповідно цінуються вони більше. Найрідкісніші — це цілковито чорні, проте також високо цінуються чорні із вкрапленнями та відтінками — сірими, блакитними чи зеленими. Жовтуваті перли традиційно вважаються підхожими до темної шкіри. Важлива характеристика перлини — це відблиски на її поверхні. Найвище цінуються ті перлини, що виблискують всіма кольорами видимого спектра. Перламутровий шар культивованих перлів тонший, ніж у природних, відповідно оптичні ефекти в ньому не такі вражаючі.
Стандартна форма перлів — це сфера діаметром 7,5 мм. Більші перли цінуються вище, навіть якщо їх форма відхиляється від сферичної. Часом перли неправильної форми шліфуються для усунення нерівностей, але тоді зростає ймовірність втрати ними колірних характеристик. При виготовленні перлового намиста показником якості вважається діаметр висвердленого отвору під нитку: що менший — то вище оцінюється кожна окрема перлина.
Деякі перли неправильної форми цінуються вище за сферичні. Так, японські та китайські перли в формі зернин або пластинок під назвою кеші використовуються для виготовлення незвичайних прикрас. Найбільшим перлам також властива неправильна форма. Найбільша морська перлина — «Перлина Пуерто» масою 34 кг, знайдена в 2006 році біля Філіппін, але представлена загалу тільки в 2016. Доти найбільшою вважалася «Перлина Аллаха» масою 6,37 кг. Її виловили 7 травня 1934 року також біля Філіппін.